# Struggle (film, 2003)
Pour les articles homonymes, voir Struggle.
Pour plus de détails, voir Fiche technique et Distribution.
Struggle est un film autrichien réalisé par Ruth Mader, sorti en 2003.

## Synopsis
Ewa, une cueilleuse de fraises polonaise essaie d'obtenir une ville meilleure pour elle et sa fille.

## Fiche technique
- Titre : Struggle
- Réalisation : Ruth Mader
- Scénario : Barbara Albert, Martin Leidenfrost et Ruth Mader
- Photographie : Bernhard Keller
- Montage : Niki Mossböck
- Production : Ruth Mader
- Société de production : Amour Fou Vienna et Struggle Films
- Société de distribution : Zootrope Films (France)
- Pays :  Autriche
- Genre : Drame
- Durée : 74 minutes
- Dates de sortie : 
  -  Autriche : 13 juin 2003
  -  France : 13 octobre 2004

## Distribution
- Aleksandra Justa : Ewa
- Gottfried Breitfuss : Harold
- Margit Wrobel : le docteur
- Martin Brambach : Martin
- Rainer Egger

## Distinctions
Le film a été présenté dans la section Un certain regard au festival de Cannes 2003, a obtenu le prix du scénario au festival Max Ophüls et une mention spéciale dans le cadre du prix Cipputi au festival du film de Turin.